# Березовка (Арзамаський район)
Березовка (рос. Берёзовка) — присілок в Арзамаському районі Нижньогородської області Російської Федерації.
Населення становить 2444 особи. Входить до складу муніципального утворення Березовська сільрада.

## Історія
Від 2009 року входить до складу муніципального утворення Березовська сільрада.

## Населення
| 1999 | 2002  | 2009  | 2010  |
| ---- | ----- | ----- | ----- |
| 2150 | ↘1997 | ↗2110 | ↗2444 |